# US 에어웨이스 익스프레스

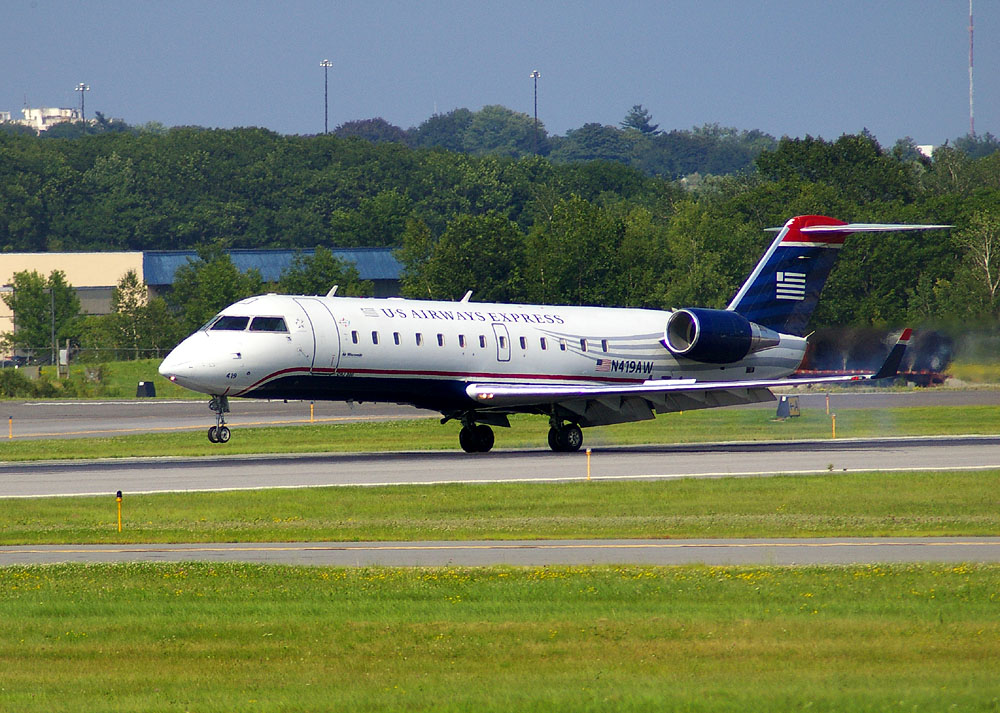
US 에어웨이즈 익스프레스 소속 봄바디어 CRJ200 항공기 (퇴역)

US 에어웨이즈 익스프레스(영어: US Airways Express)는 1967년에 설립된 US 에어웨이즈의 자회사이자 지역 항공사의 브랜드로 US 에어웨이즈의 허브 공항과 지방 공항을 연결하며 8개의 업체가 참여했고 캐나다와 바하마로 연결하는 국제선도 운항하였으나 2015년 10월 아메리칸 항공과 통합되면서 역사 속으로 사라졌다.

## 역사
US 에어웨이즈 익스프레스의 역사는 1967년에 최초로 시작했으며 US 에어웨이즈의 전신인 엘리게니 항공이 헨슨 항공(현 피트몬트 항공)과 계약 엘리게니 커뮤터로 운항을 시작했다. 첫 운항 노선은 볼티모어와 헤이저스타운을 잇는 루트였지만 이것은 항공 업계의 첫 번째 코드쉐어 항공편이자 주요 항공사가 다른 항공사와 통근 노선을 운항 계약을 맺은 최초의 지역 항공사 브랜드였다. 또한 이 헨슨 항공은 현재의 피트몬트 항공으로 US 에어웨이즈 익스프레스의 일원이 되고 있다.
퍼시픽 사우스 웨스트 항공과 피트몬트 항공는 1988년년과 1989년 사이에 US 에어웨이즈에 인수하는 회사의 이름이고 그 당시에 노선과 장비는 일신 되었으나 각 항공사 이름은 상표의 생존을 위해 남아있는 것으로 되었다.
1996년까지 US 에어 익스프레스란 이름으로 사용했으나 US 에어가 US 에어웨이즈로 개명과 동시에 현재의 사명으로 변경되어 1996년부터 도입되고 있는 US 에어웨이즈의 새로운 도장을 적용했다.

## 회원사
- PSA 항공
- 메사바 항공
- 스카이웨스트 항공
- 쇼토쿼 항공
- 리퍼블릭 항공
- 트랜스 유나이티드 항공
- 에어 위스콘신
- 피트몬트 항공
- 콜간 항공

## 같이 보기
- 미국의 없어진 항공사 목록